# Paradis perdu (bande dessinée)
Pour les articles homonymes, voir Paradis perdu.
Paradis perdu  est une série bande dessinée écrite par le duo français Ange et publiée par Soleil. Le premier cycle de quatre volumes, publié entre 2002 et 2006, est dessiné par Alberto Varanda avec des couleurs de Lyse  (tome 1) puis par Philippe Xavier avec des couleurs d'Alexe (tomes 2-4). Le second cycle, publié entre 2009 et 2013, est dessiné par Brice Cossu avec des couleurs de Crazytoons (tomes 1-2) puis de Stéphane Paitreau (tomes 3-4).

## Synopsis
À la frontière du Paradis et de l'Enfer, Gabriel, le veilleur des portes entre les mondes, croise un enfant qui a posé sans le vouloir le pied sur la frontière, et Anya, ange déchu qu'il a connu avant la Chute. Les destins se croisent, le bien, le mal, le paradis, l'enfer, l'équilibre semble être sur le point d'être rompu.

## Les personnages
- Gabriel : est le Veilleur, un ange qui garde le passage entre les mondes.
- Anya : Ange déchu, ancienne amie de Gabriel elle est désormais liée aux enfers.
- Julien : Enfant perdu dans la frontière, il a mis les pieds dans un endroit qu'il n'aurait jamais dû voir...

## Publications

### Périodiques
Premier cycle prépublié dans Lanfeust Mag.

### Albums
- Paradis perdu, Soleil :

1. Enfer, 2002  (ISBN 2-84565-024-8).
2. Purgatoire, 2004  (ISBN 2-84565-751-X)[1].
3. Paradis, 2005  (ISBN 2-84946-056-7)[2].
4. Terres, 2006  (ISBN 2-84946-492-9)[3].
  - Paradis perdu : Intégrale, Soleil, 2015  (ISBN 978-2-302-04535-4).

- Paradis Perdu : Psaume 2, Soleil :

1. L'Évangile selon Jacob, 2009  (ISBN 978-2-302-00372-9)[4].
2. Chute libre, 2010  (ISBN 978-2-302-00938-7)[5].
3. Au sud d'Eden, 2011  (ISBN 978-2-302-01296-7).
4. Fins, 2013  (ISBN 978-2-302-01963-8).

### Lien web
- « Paradis perdu », sur bedetheque.com.
- « Paradis perdu - Psaume 2 », sur bedetheque.com.